# Rafael Arévalo Martínez
Pour les articles homonymes, voir Martinez et Rafael Martínez.
Rafael Arévalo Martínez, né le 25 juillet 1884 et mort le 12 juin 1975, est un écrivain guatemaltèque. Il est également nouvelliste, poète, diplomate et directeur de la Bibliothèque nationale du Guatemala pendant plus de 20 ans. Même si ça renommée c'est étiolé avec le temps, il possède une notoriété en raison de ses nouvelles dont El hombre que parecía un caballo (L'homme qui ressemble à un cheval) (1920) et une biographie ¡Ecce Pericles! sur le président guatémaltèque Manuel Estrada Cabrera. Arévalo Martínez est également directeur de la Bibliothèque nationale guatémaltèque de 1926 à 1946, année où il devient représentant de la Pan American Union à Washington. Il était considéré comme le pendant littéraire et politique de son compatriote, le récipiendaire du prix Nobel de littérature Miguel Ángel Asturias, alors qu'Arévalo Martínez est un farouche admirateur des États-Unis, Asturias s'en montre particulièrement critique entre autres en raison du pillage de son pays par la compagnie néo-orléanaise United Fruit Company (aujourd'hui Chiquita) .

## Biographie
Enfant timide et de santé fragile, Arévalo Martinez s'avère un enfant talentueux. Sa mère prend particulièrement soin de lui, surtout à la suite du décès de son père alors qu'il a seulement quatre ans. Il fréquente ensuite les écoles Nia Chon et la San José de los Infantes sans parvenir à compléter son cursus scolaire en raison de sa santé fragile.
Aux côtés d'artistes et poètes tel que Carlos Mérida, Rafael Rodríguez Padilla, Rafael Yela Günther, Carlos Valenti et Carlos Wyld Ospina (en) et plusieurs autres, Arévalo Martinez collabore également étroitement avec Jaume Sabartés, un espagnol de Barcelone arrivé au Guatemala en 1906 et également ami de Pablo Picasso. Le groupe sera connu sous le nom de génération 1910. L'ensemble de ses auteurs exercent un rôle majeur dans la littérature et les arts de l'Amérique centrale du XXe siècle tout en abandonnant le modernisme et la recherches de nouvelles tendances. Malgré cela, Arévalo Martinez développera plus tard son propre style tout en gardant la reconnaissance de ses compatriotes pour ses conseils grammaticaux.
Actif en matière de prose et de poésie, sa première œuvre littéraire apparaît en 1905 avec la publication d'un poème dans un journal et, en 1908, la publication de Woman and children lors d'un concours dans le magazine Electra qu'il remporte. En 1911, Arévalo Martinez et Jaume Sabartés achètent une maison pour héberger les deux familles. Avec Francisco Fernández Hall en 1913, ils fondent en tant qu'éditeur en chef le magazine Juan Chapín qui contribue à faire connaître les auteurs de la génération 1910. Travaillant pour plusieurs journaux et magazines tant nationaux qu'internationaux, il part vivre pour Tegucigalpa au Honduras où il travaille comme rédacteur en chef pour le El Nuevo Tiempo. De retour au Guatemala quelques mois plus tard, il est nommé secrétaire du Central American Office pour lequel il avait déjà travaillé comme éditeur de leur magazine en 1915. En 1921, il est nommé correspondant pour l'Académie royale espagnole et le 15 septembre 1922, avec Alejandro Córdova, Carlos Wyld Ospina et Porfirio Barba-Jacob, ils fondent le journal El Imparcial (es).

## Écriture
L'œuvre de poésie plus connue d'Arévalo Martínez est Las rosas de Engaddí (Les roses d'Engaddi) (1923), même s'il n'est pas reconnue pour son travail poétique. Il publie deux nouvelles utopiques interconnectées El mundo de Los Maharachías (Le Monde des Maharachías) (1938) et Viaje a Ipanda (Un voyage à Ipanda) (1939). Son œuvre El hombre que parecía un caballo (L'homme qui ressemble à un cheval) (1920) demeure son titre le plus connue et s'avère un portrait satirique du poète colombien Porfirio Barba Jacob, dans laquelle il donne au personnage un caractère blasphémateur, égoïste et amoral avec un désir délirant homoérotique. La ressemblance du protagoniste avec un cheval qui caresse sa sexualité gracieuse, mais aux prises avec un moralité décadente, semble inspiré par le travail de Friedrich Nietzsche et Sigmund Freud qui étaient très populaires au moment de son écriture.

## Œuvre

### Narrative
- Una vida, 1914
- El hombre que parecía un caballo, 1920
- El trovador colombiano, 1920
- El señor Monitot, 1922
- La oficina de paz de Orolandia, 1925
- El mundo de los maharachías, 1938
- Viaje a Ipanda, 1939
- Manuel Aldano, 1914 (teatro)
- Ecce Pericles (biographie de Manuel Estrada Cabrera)

### Poème
- Maya, 1911
- Los Atormentados, 1914
- Las rosas de Engaddi, 1927
- Por un caminito así, 1947
- Entregate por entero, 1950